# Folgensbourg
 Folgensbourg  (en alsacià Folgeschburg) és un municipi francès, situat a la regió del Gran Est, al departament de l'Alt Rin. L'any 2006 tenia 727 habitants.

## Demografia
| 1962 | 1968 | 1975 | 1982 | 1990 | 1999 |
| ---- | ---- | ---- | ---- | ---- | ---- |
| 524  | 532  | 600  | 590  | 581  | 633  |

## Administració
| Període   | Identitat      | Partit |
| --------- | -------------- | ------ |
| 1995-2001 | Rémy Stempflin |        |
| 2001-     | Max Delmond    |        |